# Jørn Krab
Jørn Krab, danski veslač, * 3. december 1945, Haderslev.
Krab je bil veslač danskega dvojca s krmarjem, ki je na Poletnih olimpijskih igrah 1968 v Mexico Cityju osvojil bronasto medaljo. Krmar v čolnu takrat je bil njegov mlajši brat Preben Krab, soveslač pa je bil Harry Jørgensen.